# نادي الموردة
نادي الموردة الرياضي هو نادي كرة قدم سوداني وهو نادي أساسي بالسودان، تأسس النادي سنة 1925 غير أن تسجيله تم في سنة 1927، وهو من الأندية الممتازة في السودان حيث له تاريخ ومشوار رياضي طويل، شارك عدة مرات في بطولة دوري أبطال أفريقيا، إضافة إلى كأس الاتحاد الأفريقي و‌ البطولة العربية للأندية، وقد فاز الفريق بكأس السودان 6 مرات وبالدوري السوداني مرة واحدة.
يُعرف النادي بلقب «الضلع الثالث للكرة السودانية» فكان يعتبر أحد أقوى ثلاثة أندية في السودان إلى جانب ناديي الهلال والمريخ.

## تاريخ التأسيس
أولاً الوجود كان في عام 1912 وبدأ التنافس بين فريقي حلة البحر وفريق آخر بمنطقة الموردة إضافة إلى فريق قلب الأسد، يعد نادي الموردة من مؤسسي الدرجة الممتازة عام 1996م.

## الشعار

تعتبر المرساة أو "الهِلْب" باللهجة السودانية رمزاً لنادي الموردة على مر تاريخه

الأحمر و‌الأزرق، والأحمر يرمز إلى المرساة والأزرق يرمز إلى الدخان المتصاعد.
الرمز: المرساة أو الهِلْب باللهجة المحلية، ولهذا الهلب قصة حيث رفض الحاكم العام وقتها أن يرتدي فريق الموردة الشعار الذي اختاره وهو شعار الكلية الحربية ورفض مؤسسو النادي التنازل عن الشعار أو تغييره فقاموا ولأجل تمييزه بوضع الهلب الذي يرمز إلى الموردة الذي كان بالنيل قبالة ذلك الحي العريق وكانت المراكب من الشمال والجنوب تأتي محملة بالخير لكل أم درمان وكان ترسو بتلك المنطقة وأصل اسم الموردة يأتي من (المورد) الذي كانت ترد فيه كل أنواع البضائع.

## الهبوط والعودة
في موسم 2013 هبط الموردة من الدوري السوداني الممتاز لأول مرة في تاريخه بعد خسارته أمام الهلال 0-2 في الجولة قبل الأخيرة من البطولة، محتلاً المركز الثالث عشر قبل الأخير برصيد 17 نقطة بعد سلسلة من النتائج السلبية في ذاك الموسم. وبعد خمس مواسم من المحاولات تمكن أخيراً من العودة إلى الدوري الممتاز عام 2018 بعد فوزه على نادي النيل حلفا 2-0 ضمن منافسات الدوري التأهيلي للممتاز.

## المشاركات الأفريقية والعربية
- 1987 كأس الكؤوس الأفريقية
- 1989 دوري أبطال أفريقيا ويومها أخرج الزمالك المصري.
- 1992 كأس الاتحاد الإفريقي
- 1994 كأس الاتحاد الإفريقي ووصل دور الأربعة عبر البن الإثيوبي إضافة إلى البطولة العربية بالدوحة..
- 1989 البطولة العربية بالرياض
- 1997 كأس الكؤوس الأفريقية ووصل الفريق دور الـ(16) بعد أن اجتاز الفهود الكيني وفي ذات العام..
- شارك في البطولة العربية بالرياض وتأهل لنهائي البطولة علي حساب ثلاث أندية من بينها الطائي السعودي بهدف عمار أبو كدوك الشهير في مرمى محمد الدعيع.
- 2002 كانت آخر محطات الموردة في تمثيل السودان خارجياً وكان ذلك في بطولة كاس الكؤوس الأفريقية واجتاز كل الفرق ووصل دور الثمانية بعد أن فاز على حمام الأنف التونسي وبذلك أصبح أول فريق سوداني يفوز علي ناد تونسي ذهاباً وإياباً.. كما شارك الفريق في بطولة سيكافا للأندية منتصف التسعينات.[4]

## بطولات الفريق
- الفوز بدوري ولاية الخرطوم مرة واحدة عام 1968
- الفوز بالدوري السوداني مرة واحدة عام 1968
- الفوز ببطولة كأس السودان عام 5 مرات أعوام، 1989, 1995, 1997, 1998, 1999[5]